# Hans-Dieter Wöhler
Hans-Dieter Wöhler (* 29. Juli 1941) ist ein ehemaliger deutscher Handballspieler.

## Leben
Wöhler bestand 1960 in Doberlug-Kirchhain das Abitur. Er spielte Handball und betrieb Leichtathletik. Nach dem Ende der Schulzeit arbeitete Wöhler im Chemiekombinat in Böhlen als Kesselwärter und spielte beim örtlichen Verein Handball. 1961 nahm er ein Studium an der Deutschen Hochschule für Körperkultur (DHfK) in Leipzig auf, der 1,88 Meter große Rückraumspieler stieß zur Handballmannschaft des SC DHfK Leipzig. 1966 errang er mit den Sachsen unter Trainer Hans-Gert Stein den Sieg im Europapokal der Landesmeister. Mit der Feldhandballnationalmannschaft der DDR wurde er 1966 Vize-Weltmeister. Sein Studium an der DHfK brachte er 1967 mit einer Diplomarbeit über das Thema Feldhandball zum Abschluss. 1969 trat er aufgrund einer Verletzung vom Leistungssport zurück.
Beruflich wurde Wöhler in Leipzig als Lehrkraft für Sport an der Hochschule für Bauwesen (später: Hochschule für Technik, Wirtschaft und Kultur Leipzig) tätig. 2006 schied er aus dem Hochschuldienst. Zu Ehren Wöhlers wird an der Hochschule für Technik, Wirtschaft und Kultur Leipzig das Sportturnier „Hans-Dieter-Wöhler-Cup“ (HDW-Cup) ausgetragen.
2007 unterstützte er die Anstrengungen, in Leipzig wieder Männerhandball im Spitzenbereich anzusiedeln, indem er den Verantwortlichen des SG Motor Gohlis-Nord den Hinweis gab, sich mit dem SC DHfK in Verbindung zu setzen.